# Bavia decorata
Bavia decorata là một loài nhện trong họ Salticidae.
Loài này thuộc chi Bavia. Bavia decorata được Tord Tamerlan Teodor Thorell miêu tả năm 1890.